# 1883年のクラカタウの噴火
1883年のクラカタウの噴火（1883ねんのクラカタウのふんか、1883 eruption of Krakatoa）では、インドネシアのジャワ島とスマトラ島の間、スンダ海峡に位置するクラカタウ（クラカトアとも）で1883年に発生した一連の火山活動、および当時の周辺地域の状況について解説する。
なお、本稿では特に注記がない限りクラカタウ時間を使用する。

## 概要
クラカタウは、1680年以降およそ200年間は活動を休止していたが1883年から1884年にかけて大爆発を起こした。一連の特に激しい噴火は1883年8月26日の正午に始まり、この噴火により陥没カルデラが発生した。
1883年8月26日から28日にかけて発生した噴火では噴煙の高さが 70 - 80キロメートルの中間圏にも達し、微細な火山灰が地球を12日で1周した。8月27日には4度にわたる特に大きな爆発が発生し、最後の4度目の噴火は発作的な激しい噴火となった（→#4度の爆発）。
この一連の噴火により165の村が破壊され、3万6417人が死亡、ほか多数の負傷者が出た。その大半は、クラカタウの噴火そのものではなく、噴火に伴って翌日に発生した巨大な津波に遭ったことによる。
当時は通信技術が進歩しつつあったため、先進社会に住む人々へはすぐに噴火の情報が届けられた。通信社の誕生により、民衆は噴火に関する多くの情報を得たが、十分な理解がともなっていなかった。噴火が起こってから、クラカタウ周辺の海に関する風評被害が発生した。
この噴火の規模は、地球の地質学史上で第5位である。噴出物の量と噴煙の高さについて、ニュージーランドのタウポ湖やアラスカのカトマイ山の噴火は、クラカタウの噴火をはるかに上回ると考えられている。しかし、これらの噴火は古代、あるいは人口希薄地帯で発生したため人間社会へ直接の影響を及ぼさなかった。一方、クラカタウが噴火したのは1883年のことであり、世の中の状況は変わっていたため、科学的な知識のある人間が自然のプロセスの解明に取り組むことができた。
1927年には再び海底噴火が始まり、火山灰や岩滓の噴出の繰り返しにより中央火口丘の成長が起きている。
1928年、セルトゥン島とラカタ・クチル島の中間にアナック・クラカタウと呼ばれる島が出現した（→#アナック・クラカタウ）。

## 詳細
1883年8月26日午後1時6分、クラカタウの最期に向けての秒読みが始まった。ジャワでは、西側の海の方角から突然音がしたことが報告されている。アフリカ大陸近くのロドリゲス島の警察本部長であるジェイムズ・ウォリスは、この月の保護領日誌に「26日から27日の午後3時にかけて、3、4時間おきに7-10回、東の方角から銃砲が轟くような音が聞こえた」といった趣旨の記録をしているが、これは実際は銃砲の轟音などではなく、クラカタウが自らを破壊する音であった。クラカタウとロドリゲス島の間には約 4776キロメートルの距離があり、この距離は、増幅も電気的な拡大もされていない自然音が聞き取れた場所とその発生源との間の距離の最長記録である。なお、この記録は2004年現在も破られていない。
爆発の音が聞こえたとの報告は、北西におよそ2100キロメートル離れたインドのアンダマン諸島や東におよそ3200キロメートル離れたパプアニューギニアからもなされており、その範囲は地球の面積の13%にも及ぶ。
アンイェルでは、午後3時ごろからあたりはずっと暗くなり、塵と硫黄の混じった有毒な空気は人々の方向感覚を狂わせた。
クラカタウの現象によって引き起こされた大気圧のわずかな変動は、バタヴィア旧市街の南側にあるガス工場の自動記録器に記録された。実際に記録されたのは記録器が大気圧の変動によって影響を受けるほどガス圧が低い日中のみであったが、こういった要因がすべて解消された同日午後3時34分に記録が始まった。圧力計は火山の噴火のたびに発生する気圧波を正確に記録しており、午前10時2分の噴火では計器で計れないほど大きい、63水銀柱ミリメートル(84ヘクトパスカル)を超える前例のない圧力スパイクが記録された。
午後5時には、ジャワ島の西岸はほとんど真っ暗な状態になり、首都も次第に同じような状況になってきていた。当時、スンダ海峡を航行していた3隻のヨーロッパ船は高波によりテロックベトンに接岸できずランポン湾の入り口近くで投錨していたが、船体に軽石が降り注いだ。船は打ち壊され、低地は浸水、家屋の倒壊などが生じた。
翌日午前6時ごろには異常に高い波が町に押し寄せ、倒壊せずに残っているものは何一つなかったという。
午前9時にメラック港を襲った津波は、2人を除く町の住民2700人を溺死させた。高さ35メートル弱の丘に逃げていた13人のヨーロッパ人はこの波により全員死亡した。

### 4度の爆発
これまでで最も大きな爆発が、1883年8月27日の午前5時30分、午前6時44分、午前8時20分、午前10時2分に4度発生した。この爆発により、ジャワ島では、西部全域で日の出が見られなくなった。午前10時から気温が下がり始め、4時間で気温は8度以上も下がった。4度目の爆発ではこれまでで最大の噴火が起こった。
午前5時30分、1度目の爆発が起こる。午前6時15分、スマトラ島の町ケティンバンが壊滅。
午前6時44分、2度目の爆発が起こる。日の出から41分後の出来事。
午前8時20分、3度目の爆発が起こる。バタヴィアでとてつもなく激しい爆発が感じられる。
午前10時2分、4度目の爆発が起こる。これまでで最も大きな噴火で、ガスと白熱した軽石、炎、煙からなる雲が3万8000メートル以上の高さまで立ち上ったとされる。イギリス船「ノラム・キャッスル」号のサムソン船長は、航海日誌に「恐ろしい爆発」「すさまじい音」と記した。25平方キロメートルの岩が吹き飛ばされ、この4度目の爆発で島の大部分が消えてなくなった。

## 異変

### ゾウの奇妙な行動
大規模な噴火が起こる直前の1883年8月のバタヴィアで、体重2トンほどのサーカス内の小さなゾウが奇妙な行動をとり始めた。飼育係のミス・ナテット・ロシャートによると、このゾウは調教された厚皮動物のうちで史上最小のものであった。前に起きた団員間での喧嘩の怒りで団員がこのゾウに毒を与えることを恐れたため、ミス・ロシャートはこの小さなゾウをホテル・デス・インデスの自分の部屋に移し保護した。しかし、地中の現象に敏感になっていたゾウは家具の間や上をドシンドシンと歩き回り木端微塵にしていったため、バタヴィア警察が呼ばれ、団員もここにこっそりと運び込まれているかもしれないほかの動物もみなホテルを退去するようホテルのオーナーであるM・ルイ・クレソニエールから求められた。

## アナック・クラカタウ
アナック・クラカタウ（インドネシア語: Anak Krakatau）もしくはアナック・クラカトア（英: Anak Krakatoa）は、1883年の噴火とカルデラ形成でラカタ島の大半が失われたのちの1927年、海中から始まった新たな噴火で形成された中央火口丘である。「アナック・クラカタウ」は「クラカタウの子供」を意味する。アナック・クラカタウは新しくできた島であり、島が種子や生物で汚染されていない「白紙状態」にあるため、遷移を現在進行形で観察できる現場として世界中の生物学者から注目されている。

## 関連する作品
映画、テレビドラマ、ノンフィクション
- Fair Wind to Java（英語版）
- 『四時の悪魔』(1961年、アメリカ)、1962年日本公開
- 『ジャワの東』(Krakatoa, East of Java（英語版）)(1968年、アメリカ)、1969年日本公開
- Krakatit（英語版）
- クラカトア (映画)（英語版）
- 『タイムトンネル』(連続テレビドラマ、1966-1967年、アメリカ)、日本では1967年NHK放送、「The crack of doom」(邦題「火山の島」)の回が1883年のクラカタウの噴火を扱っている
- クラカトアの大噴火: 世界の歴史を動かした火山（英語版）